# Халаш, Лайош
Лайош Халаш (венг. Halas Lajos; 30 января 1910, Абадсалок — 12 июля 1993, Верёце) — венгерский коммунистический политик и военный, руководящий функционер КПВ, ВПТ и ВСРП. Участник подавления Венгерского восстания 1956 года. В 1957—1962 — командующий партийными военизированными формированиями «Рабочей милиции». Впоследствии чиновник в министерствах ВНР, руководитель строительного треста.

## Профсоюзный активист
Родился в крестьянской семье. Отец Лайоша Халаша погиб в Первую мировую войну. Окончил начальную школу в Будапеште. Работал сезонным батраком, портным, затем подсобником на строительстве. Задерживался полицией за участие в трудовых конфликтах.
В 1930 году 20-летний Лайош Халаш вступил в профсоюз строителей. Стал одним из лидеров профсоюза, выступал организатором крупных забастовок. С 1935 года — член компартии Венгрии.

## Подпольщик-коммунист
Во время Второй мировой войны Лайош Халаш был призван в армию. Возглавлял подпольную группу военных-коммунистов. Организовал снабжение оружием коммунистических партизан под Уйпештом. В 1945 году сдался в плен советским войскам.
После прихода к власти коммунистов Лайош Халаш занимал видное положение в КПВ и ВПТ. Руководил организационным отделом ЦК ВПТ. С конца 1940-х перешёл на военную службу в качестве «политического офицера». В 1952 году получил воинское звание бригадного генерала.

## Партийный силовик
В октябре 1956 года Лайош Халаш активно участвовал в подавлении антикоммунистического Венгерского восстания. Формировал антиповстанческие партийные отряды, организовал охрану здания будапештской администрации.
В январе 1957 руководство ВСРП во главе с Яношем Кадаром приняло решение о создании постоянных партийных военизированных формирований — «Рабочей милиции». Первым командующим был назначен Лайош Халаш. Однако «Рабочая милиция» создавала руководству немало проблем: фиксировались многочисленные случаи уголовных преступлений, нападений, избиений, иногда самоубийства. В 1962 году Лайош Халаш был отстранён от командования и заменён Арпадом Паппом.

## Хозяйственник и пенсионер
Впоследствии Лайош Халаш служил на различных постах в министерствах строительства и внешней торговли. Был директором строительного треста. В 1962—1966 состоял в ЦК ВСРП, но в политических решениях участия не принимал. Затем вышел на пенсию.
Скончался в одной из деревень медье Пешт в возрасте 83 лет.